# Mair (Ägypten)
Mair (مير Mair, DMG Mair, auch Meir, gesprochen etwa Mēr; griechisch Μοῖραι) ist ein Dorf in Mittelägypten (Ägypten) im Gouvernement Asyut auf der Westuferseite des Nils 8 km westlich der Stadt al-Qusiyya. Das Dorf liegt am Karawanenweg von al-Qusiyya nach Farafra, der entweder über das (Kloster) ad-Dair al-Muharraq und südlich der Gräbergruppe E oder in westlicher Richtung 3 km nördlich der ersten Wegführung durch Wadis im anstehenden Gebirge führt.
Ca. 5 km südwestlich des Dorfes Mair befindet sich die gleichnamige Nekropole des Alten und Mittleren Reiches. Hier vorgefundene Särge deuten auf die weitere Nutzung in griechisch-römischer Zeit.

## Hintergrund
Mair ist der Friedhof der Gaufürsten, Bürgermeister und Priester von Qusae (auch Cusae, altägyptisch Qjs, heute al-Qūṣīya, 14. oberägyptischer Gau) und ihrer Familienangehörigen und Bediensteten vornehmlich der 6. und 12. Dynastie. Für Erstere wurden Felsgräber am Westrand der Nekropole gestaltet, für die Bediensteten wurden Schachtgräber östlich davor angelegt. Die Reliefs in den Gräbern der 12. Dynastie zählen zu den bedeutendsten Vertretern der Flachbildkunst (insbesondere die Gräber B1 und B2).
Auf einer Länge von ca. 1,5 km findet man fünf Gräbergruppen vor (von Nord nach Süd): Gruppe A (Gräber der 6. – 11. Dynastie), B (Gräber der 12. Dynastie), C (Gräber der ausgehenden 12. Dynastie), D (Gräber der 6. Dynastie) und E (Gräber vornehmlich der 6. Dynastie). Deren Unterteilung wurde von Blackman vorgenommen. Gräber des Neuen Reiches vermutet man auf dem Ostufer des Nils. Als ältestes Grab gilt das des Ni-anch-Pepi-Kem (Grab A1).
Qusae war ein Zentrum des Hathorkults, wie auch die Titel der hier bestatteten Priester ausweisen. Allerdings sind bis heute weder die Tempelanlagen noch die Stadt archäologisch nachgewiesen worden.

## Forschungsgeschichte
Aylward Manley Blackman beschreibt den Forschungsstand bis 1913. Trotz Bewachung der Nekropole wurde sie im 19. Jahrhundert regelmäßig geplündert, begehrtes Gut waren die Holzplanken der Särge, die in der Landwirtschaft und für die Bewässerung gebraucht werden. Um 1877 grub ein gewisser Muhammad Schehīn im Auftrage des Antikendienstes nach Särgen, einige davon sollen aus dem Grab A4 stammen. Die guterhaltenen Särge wurden nach Kairo geschickt, der Rest verbrannt. 1890 betonte Émile Chassinat zwar die Bedeutung von Meir, es wird aber nichts zum Schutz der Gräber unternommen. In den Jahren 1892–1895 gibt es die ersten autorisierten Grabungen unter der Leitung von Georges Daressy u. a. Die Grabungen fanden wohl hauptsächlich im Bereich der Gräbergruppe A statt, unter den zahlreichen Funden war die Holzstatue des Ni-ankh-Pepi-Kem aus seinem Grab A1. In den Jahren 1899 und 1900 wurden Reinigungsarbeiten im Bereich der Gräbergruppe B durchgeführt, Émile Chassinat, Georges Daressy und Jean Clédat kopierten Inschriften.
1910 erhielt der Asyuter Kaufmann Sayd Bey Khashabeh (Chaschaba Bey) eine großflächige Grabungslizenz für das Gebiet von Dairut bis Dair al-Gandala, die das Gebiet von Meir einschloss. Die Grabungen fanden hier von 1910 bis 1914 unter der Leitung von Ahmed Kamal statt. Vorwiegend wurde in den Gruppen B, D und E gegraben. Zahlreiche Einzelfunde wurden zu Tage gefördert, ein Großteil befindet sich heute im Metropolitan Museum of Art in New York. Die jährlichen Vorberichte erschienen in den Annales du service des antiquités de l’Égypte, Bände 11 – 15 (1911–1915).
In fünf Grabungskampagnen (1912–1914, 1921, 1949–1950) untersuchte Aylward Manley Blackman im Auftrage des Egypt Exploration Funds (EEF) bzw. der späteren Egypt Exploration Society die dekorierten Gräber der Gräbergruppen A bis E. Die Dekoration der Gräber wurde in sechs Bänden veröffentlicht. Von ihm stammt auch die Unterteilung der Gräbergruppen und die Nummerierung der Gräber.
Weitere Reinigungen und Grabungen fanden in der ersten Hälfte des 20. Jahrhunderts statt: 1918 wurden Gräber der Gräbergruppe B unter der Leitung von Howard Carter gereinigt, im Auftrag der Universität Alexandria gräbt hier Sami Gabra in den 1940er Jahren.
Bei all den Ergebnissen (Dokumentation der zahlreichen Einzelfunde und Grabdekoration) muss aber gesagt werden, dass es „nie“ eine topografische Untersuchung der Nekropole oder gar Dokumentation gegeben hat. Die Funde stehen meist ohne Bezug zu ihrer Herkunft. Selbst die Anzahl der Gräber ist unbekannt. Howard Carter dokumentierte so z. B. die Freilegung von elf Gräbern in der Gräbergruppe B (s. o.), von denen aber nur vier publiziert sind.
Die eingestürzten Gräber (u. a. der Gräbergruppe B) wurden von der Antikenverwaltung mit einem Dach gesichert. Die Gräber A1 und A2 erhielten eine elektrische Beleuchtung.

## Darstellungen in den Gräbern
Für den Besucher sind zwei Gräber der A-Gruppe (6. Dynastie) und vier Gräber der B-Gruppe (12. Dynastie) zugänglich. Diese Gräber zählen zu den bedeutendsten dieser Nekropole.

### Gräber des Alten Reiches, A-Gruppe

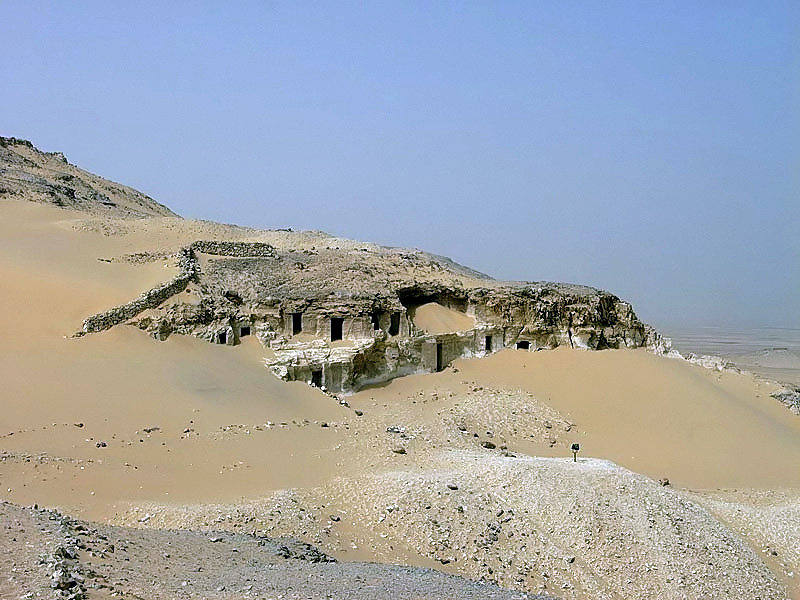
Meir, Gräber der A-Gruppe, Ägypten

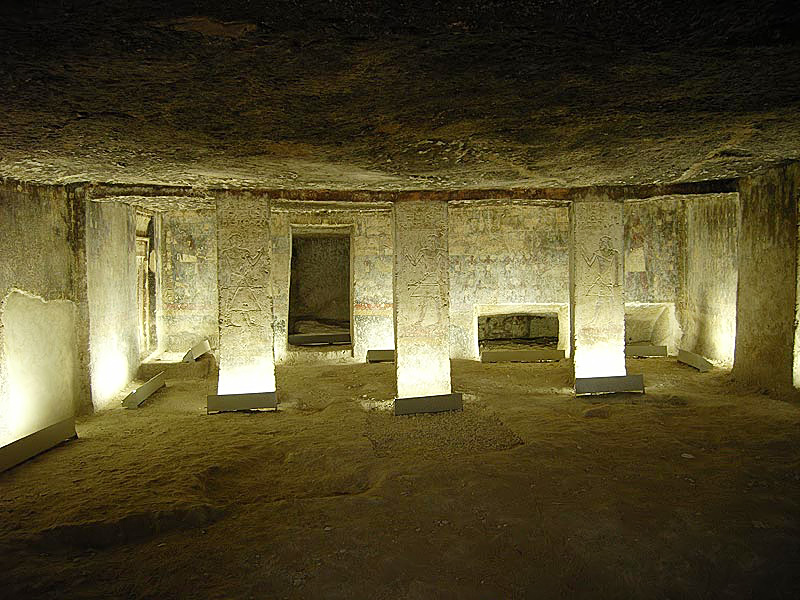
Meir, Grab A1 des Ni-anch-Pepi-Kem, Ägypten

Die beiden Gräber im Zentrum der A-Gruppe bilden die Doppelgrabanlage von Ni-anch-Pepi-Kem und seinem Sohn Pepi-anch. Man betritt die Gräber durch das Grab A2. Diese Gräbergruppe unterscheidet sich stilistisch stark von denen der 12. Dynastie. Die Reliefs sind bemalt, auf blauem Grund sind die farbigen Akteure dargestellt.
- Grab A2: Grab des Pepianch Henikem, Kanzler des Königs von Unterägypten, Vorsteher der Propheten, Sohn von Ni-anch-Pepi-Kem, Zeit Pepis II. Diese komplexe Grabanlage besteht aus acht Räumen, der Eingang befindet sich im Süden. Im ersten Raum hinter dem Eingang findet man Darstellungen des Grabherrn mit Gefolge, von Gabenträgern und zahlreiche Handwerks- und Landwirtschaftsszenen. Der sich im Norden anschließende Raum ist undekoriert. Im Osten befindet sich der Serdab, die Kammer für die Ka-Statue des Verstorbenen. Im unteren Teil findet man ca. 250 Darstellungen des Grabherrn mit seinen Titeln. Im oberen Teil erblickt man Tuschezeichnungen der Schiffsüberfahrt an das Westufer des Nils zum Reinigungszelt (Westfahrt), von Rinderherden, Möbeln und Speisen für den Grabherrn. Vom ersten Raum aus erreicht man im Westen eine weitere große, dekorierte Halle, an deren Nordseite sich zwei undekorierte Räume, einer mit dem Grabschacht, und an dessen Westseite sich der Durchgang zum Grab seines Vaters (Grab A1) befindet. An den Wänden dieser Halle befinden sich Darstellungen von Bootsfahrten, aus Landwirtschaft, Fisch- und Vogelfang und Handwerk, des Grabherrn beim Fisch- und Vogelfang, des Grabherrn beim Empfang von Gaben und des Grabherrn in einer Sänfte. In der Nordostecke dieser Halle gelang man zu einem weiteren Raum mit Darstellungen von Männern beim Schlachten, der Opferliste und des Grabherrn am Speisetisch beziehungsweise beim Empfang von Gaben.
- Grab A1: Grab des Nianchpepi-Kem (auch Ni-anch-Pepi der Schwarze), Vorsteher Oberägyptens, Kanzler des Königs von Unterägypten, Vorsteher der Propheten, Zeit Pepis I. Der Eingang im Süden ist dekoriert und teilweise versandet. Man erreicht heutzutage dieses Grab durch das seines Sohnes. Das Grab besteht aus einer großen Vorhalle, in deren hinterem Teil sich drei mit dem Bildnis des Grabherrn geschmückter Pfeiler befinden. An der Westseite der Halle befinden sich Fassadenstelen und Opfertafeln, der hintere Teil der Halle ist dekoriert mit Darstellungen des Grabherrn und Gabenbringern, Fisch- und Vogelfangszenen. Die sich im hinteren Teil anschließenden drei Räume sind fast undekoriert, im westlichen Raum sind zwei unvollendete Statuennischen erkennbar.

### Gräber des Mittleren Reiches, B-Gruppe

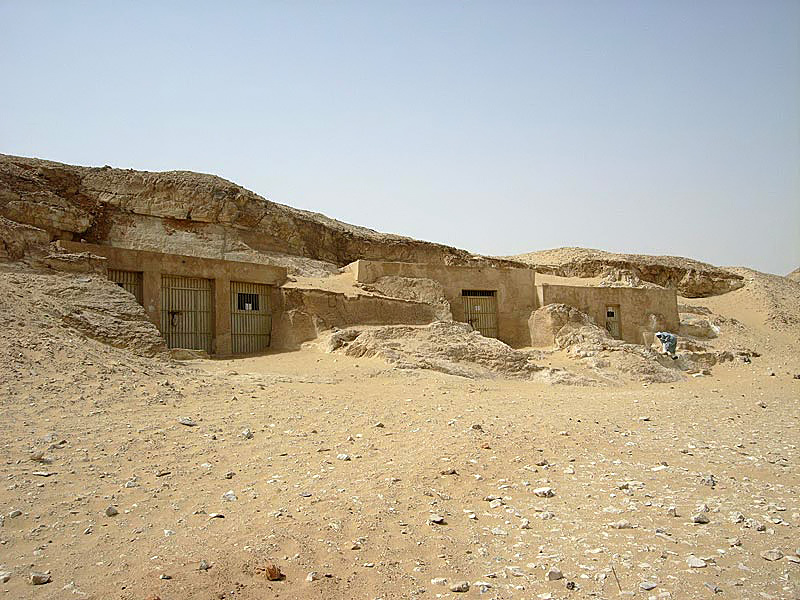
Meir, Gräber der B-Gruppe, Ägypten

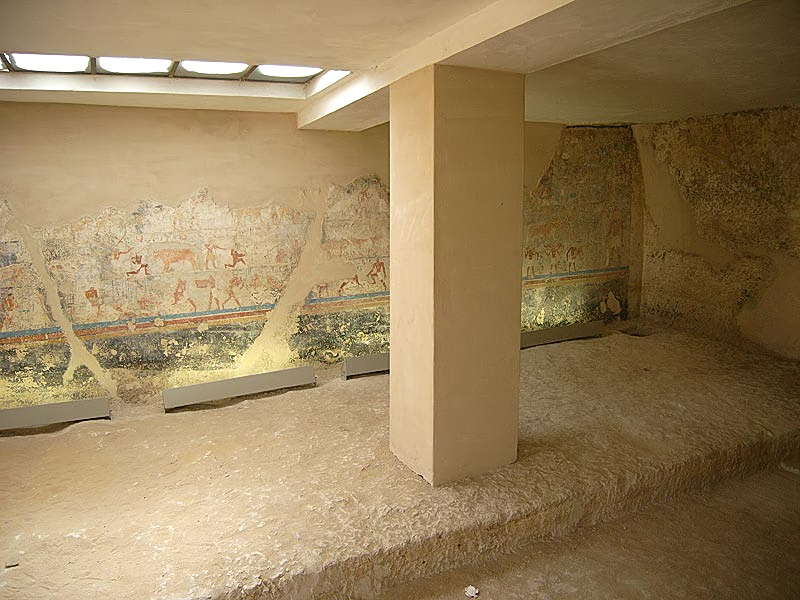
Meir, Grab B1 des Senbi, Südwand, Ägypten

Zu den ungewöhnlichsten Darstellungen in den Gräbern B1 und B2 zählt die der abgemagerten so genannten beja-Hirten mit wohlgenährten Rindern. Die Interpretation ist umstritten; einige Wissenschaftler erkennen hierin die Fürsorge des Grabherrn für Beduinen.
Die Gräber sind wohl schon in der Antike eingestürzt. So sind zum Teil nur noch die unteren Teile der bemalten Flachreliefs zu sehen. Nicht in jedem Fall sind die Arbeiten vollständig ausgeführt, man kann hier die eingesetzten Werkverfahren studieren.
- Grab B1: Senebi, Gaufürst, Vorsteher der Propheten, Kanzler des Königs von Unterägypten, Zeit Amenemhets I. Dieses Grab besteht aus einer großen Halle mit Statuennische an der Rückwand, die zwei Pfeiler sind bei der Rekonstruktion des Grabes ergänzt worden. An der südlichen Eingangswand ist der Grabherr bei der Wüstenjagd dargestellt. An der Südwand sieht man den Grabherrn vor Hirten, Schlachtern, Opferträgern, Priestern, kämpfende Bullen, Männer beim Überspringen von Bullen und eine kalbende Kuh. Die Rückwand zeigt kaum Dekorationen. Die Nordwand zeigt den Grabherrn bei einem Fest mit Tänzern und Musikern, vor Gabenträgern, Ringern, Fischfang in den Marschen und dem Bringen von Vögeln sowie weiteren Landwirtschaftsdarstellungen. Auf der nördlichen Eingangswand sind Reste von Handwerksszenen auszumachen.
- Grab B2: Ukh-hotep, Gaufürst, Kanzler des Königs von Unterägypten, Vorsteher der Propheten der Hathor, Zeit Sesostris’ I. Dieses Grab besteht aus einer großen Halle mit zwei Pfeilern und einer Statuennische an der Rückwand. An der südlichen Eingangswand erkennt man zwei Männer mit Eseln, an der (linken) Südwand den Grabherrn bei der Wüstenjagd, Opferlisten, Gabenträger und Hirten. An der Rückwand sieht man den Grabherrn und seine Ehefrau bei Fest-, Stierkampf- und Gabenbringerszenen, in der Nische sind der Grabherr, seine Ehefrau und Gabenbringer dargestellt. An der (rechten) Nordwand sind der Grabherr mit Ehefrau vor Opferträgern, Hirten, Musikern, vor der Papyrusernte, dem Vogelfang und dem Bootsbau dargestellt. An der nördlichen Eingangswand sind der Grabherr und seine Ehefrau vor Dienern dargestellt.
- Grab B3: Senebi, Sohn des Ukh-hotep, Erbprinz, Vorsteher der Propheten, Zeit Sesostris’ I. bis Amenemhet II. Dieses Grab besteht aus einer größeren Vorhalle mit vier Pfeilern und einer sich anschließenden Sarkophaghalle. Es sind nur wenige Stellen dekoriert: An der Südwand findet man die Stele seiner Schwester Mersi und an der Rückwand die beschriftete Tür zur folgenden Halle.
- Grab B4: Ukh-hotep, Gaufürst, Vorsteher der Propheten der Hathor, Zeit Amenemhets II. Dieses Grab besteht aus einer großen pfeilerlosen Halle, deren Statuennische an der Rückwand durch zwei in den Raum hineinreichende Wände eine Art Schrein erhält. Im Nordwesten der Halle erreicht man eine weitere Halle. Alle Wände des Grabes sind dekoriert: die südliche Eingangswand enthält Reste von Handwerksdarstellungen. Auf der Südwand erkennt man den Grabherrn mit Familie beim Fisch- und Vogelfang und Männer beim Fischfang mit dem Zugnetz. Die südliche Rückwand trägt eine Liste mit 59 Gaufürsten, die wohl (fiktive) Ahnen des Grabherrn darstellen. Der Schrein vor der Nische trägt Schlachtungs- und Gabenbringerszenen; die Nische selbst Inschriften und eine aufgemalte Scheintür. Die Nordwand zeigt den Grabherrn vor Musikern und Szenen des Hütens, Bringens und Zählens von Vieh. Auf der nördlichen Eingangswand sind Reste einer Jagdszene erkennbar. Die hintere Halle zeigt hauptsächlich den Grabherrn und seine Ehefrau, Priester, Opferträger, Männer beim Schlachten, Köche und Männer mit Tabletts mit Speisen. Die Rückwand enthält die Scheintürstele.

## Funde
Von Särgen und Kanopenkästen und Kanopenkrügen abgesehen, werden offensichtliche keine anderen Objekte (mehr) in den Gräbern aufgefunden. Eine Ausnahme bildet das Grab A1 des Ni-ankh-Pepi-Kem, in dem man am Ende des 19. Jahrhunderts zwei Holzstatuten des Grabherrn und Dienerstatuetten (Ägyptisches Museum CG 60, 236 – 254) und Modellboote (Ägyptisches Museum CG 4880 – 4893) gefunden hat.
Bei zahlreichen Funden, die meist aus den Grabungen unter Ahmed Kamal und seinen Vorgängern stattfanden, ist die Herkunft aber unbekannt. Hierzu gehören zumeist Särge, Statuetten, Stelen, Opfertafeln, eine Holzpalette mit dem Namen des Pharao Merikare (10. Dynastie) und ein weiteres Modellboot.